# جعرور ناماكوا
جعرور ناماكوا (الاسم العلمي: Gerrhosaurus typicus) (بالإنجليزية: Namaqua plated lizard)‏ هو نوع من الزواحف يتبع جنس الجعرور من فصيلة الجعروريات.